# بچه کابل
بچه کابلی یک فیلم درام فرانسوی-افغانستانی محصول ۲۰۰۸ است که توسط برمک اکرم کارگردان افغانستانی‌ـ‌فرانسوی کارگردانی و نویسندگی شده است. این فیلم با بازی حاجی‌گل اسیر، لینا علم، والری شاتز و آملی گلن ساخته شده است. داستان فیلم درباره یک راننده تاکسی در کابل است که یک نوزاد را در صندلی عقب تاکسی‌اش پیدا می‌کند. این فیلم در شست و پنجمین جشنواره بین‌المللی فیلم ونیز (۲۷ اگست تا ۶ سپتامبر ۲۰۰۸) در بخش هفتۀ منتقدان فیلم بین‌المللی نمایش داده شد و جایزه بخش فیلم حقوق بشر EIUC را دریافت کرد. فیلم توسط فیدلیته فیلمز (Fidélité Films)، ۴ à ۴ پروداکشن و لِز آتئور آسوسی‌یه (Les Auteurs Associés) تولید شده است.
این فیلم با تحسین منتقدان روبه‌رو شد. نشریه ورایتی (Variety) نوشت:
«مشاهده و روایت چنان ماهرانه در هم تنیده‌اند که هر جزئیات، ظرفیت تبدیل شدن به داستانی کامل را دارد و هر گره داستانی مملو از تضادهای فرهنگی است. بنابراین، وقتی همسر خالد، لیلا عالم، در میان زنان نقاب‌داری که برای گرفتن نوزاد منتظرند، بی‌صدا می‌لغزد، در سکوت دیدگاهی بدیل و زیرکانه را آشکار می‌سازد. امتیازات فنی بسیار حرفه‌ای، اصالت فیلم را تقویت می‌کنند.»